# Wojkowice (przystanek kolejowy)
Wojkowice – dawny przystanek kolejowy w Wojkowicach, w woj. śląskim, w Polsce. Znajdował się tu 1 peron z 1 krawędzią.